# Scopula remutaria
Scopula remutaria là một loài bướm đêm trong họ Geometridae.